# نادي رييكا
نادي رييكا لكرة القدم ((بالإنجليزية: Hrvatski Nogometni Klub Rijeka)‏) هو ناد كرواتي لكرة القدم من مدينة رييكا الساحلية. تأسس النادي في عام 1946.

## روابط خارجية
- الموقع الرسمي